# Rio Balcaia
O Rio Balcaia é um rio da Romênia afluente do rio Someş, localizado no distrito de Satu Mare.